# Polskie Zjednoczenie Postępowe
Polskie Zjednoczenie Postępowe – liberalno-demokratyczna partia polityczna działająca w Królestwie Polskim w latach 1907–1917.
Powstało 21 listopada 1907 ze Związku Postępowo-Demokratycznego i Polskiej Partii Postępowej jako próba zjednoczenia ruchu postępowego w Królestwie Polskim. Porozumienie okazało się nietrwałe, i po ponownym wyodrębnieniu PPP pozostali w niej działacze ZP-D kontynuowali działalność pod nazwą Polskiego Zjednoczenia Postępowego. Zjednoczenie współpracowało z rosyjską partią konstytucyjnych demokratów, a jeden z czołowych działaczy, Aleksander Lednicki, był także członkiem tej partii. Programowo partia odwoływała się do zasad wypracowanych przez ZP-D. Domagano się szerokiej autonomii dla Królestwa oraz szerokich reform o charakterze demokratycznych. Podkreślano przywiązanie do idei liberalizmu, propagowano wolną konkurencję i zasady solidaryzmu. Partia skupiała głównie środowiska inteligenckie. W 1912 chcąc pozyskać środowiska drobnomieszczańskie zaczęto na szeroką skalę kolportować poglądy antysocjalistyczne i antysemickie. Głównymi przywódcami partii byli Aleksander Lednicki, Wacław Łypacewicz, Józef Jabłoński, Wincenty Lemański, Wincenty Rzymowski, Edward Potemski, Stanisław Patek.
Po wybuchu I wojny światowej 16 sierpnia 1915 partia z uznaniem przyjęła manifest wielkiego księcia Mikołaja Mikołajewicza. W drugiej połowie 1914 roku przedstawiciele PZP: Stanisław Patek, Wacław Łypacewicz i Kazimierz Życki uczestniczyli obok endeków i realistów w rozmowach z rosyjskimi środowiskami rządowymi i opozycji w Dumie na temat rozwiązania sprawy polskiej. PZP przystąpiło także do Zjednoczenia Organizacji Niepodległościowych a następnie po jego rozpadzie do Bloku Centrum. W tym okresie ujawniły się w stronnictwie różnice wobec orientacji politycznych dotyczących rozwiązania sprawy polskiej. Grupa sympatyków Naczelnego Komitetu Narodowego skupiona wokół pisma „Prawda” z Wincentym Rzymowskim na czele wystąpiła wówczas z PZP i nawiązała współpracę ze zwolennikami Józefa Piłsudskiego. Wzmocniona tym samym grupa opowiadająca się za orientację na Rosję doprowadziła na początku 1915 do wystąpienia Zjednoczenia z Bloku Centrum i utworzenia w kwietniu 1915 wraz z PPP Klubu Demokratycznego. PZP przystąpiło w październiku 1915 do Międzypartyjnego Koła Politycznego. Równolegle należało także do Stałego Porozumienia. Zmieniająca się sytuacja polityczna powodowała, że Zjednoczenie coraz bardziej ewoluowało w kierunku podjęcia polityki aktywistycznej. Po ogłoszeniu aktu 5 listopada, 19 listopada wystąpiło z MKP i weszło do Rady Narodowej. 27 stycznia 1917 wraz ze Stronnictwem Pracy Narodowej i Stronnictwem Narodowo-Radykalnym utworzyły Zjednoczenie Stronnictw Demokratycznych należące do Centralnego Komitetu Narodowego.